# Bala-Ischem
Bala-Ishem, auch Balla-Ischem oder Balaischem, ist eine kleine Siedlung 12 km südöstlich von Balkanabat in der Provinz Balkan in West-Turkmenistan.
In Bala-Ischem wurde um 1885 ein Bahnhof der Transkaspischen Eisenbahn in Betrieb genommen. Der Bahnhof war auch Startpunkt der 32,5 km langen Decauville-Pferdebahn am Naphthaberg mit einer Spurweite von 500 mm, die um 1885–1889 betrieben wurde.
Das Gebirge Großer Balkan (turkmenisch Uly Balkan, früher auch Großer Baichan) liegt nördlich der Siedlung.